# Scelolyperus tibialis
Scelolyperus tibialis là một loài bọ cánh cứng trong họ Chrysomelidae. Loài này được Chen & Wang in Huang, Han & Zhang miêu tả khoa học năm 1985.